# Reprezentacja Mikronezji w piłce nożnej mężczyzn
Reprezentacja Mikronezji w piłce nożnej - od 2006 roku jest członkiem częściowo stowarzyszonym w Konfederacji Piłkarskiej Oceanii (OFC), dlatego nie może startować w Pucharze Narodów Oceanii. Nie należy do Międzynarodowej Federacji Piłki Nożnej (FIFA) i z tego względu nie może uczestniczyć w kwalifikacjach do Mistrzostw Świata. Stadion narodowy pod nazwą Yap Sports Complex znajduje się w Colonii (2000 miejsc).
Swój debiut na arenie międzynarodowej zespół zaliczył w czerwcu 1999 roku, kiedy to dwukrotnie przegrał z reprezentacją Guamu (0–3 i 1–4).
W 2003 roku zespół wziął udział w Igrzyskach Południowego Pacyfiku, jednak odpadł w rundzie grupowej, przegrywając wszystkie spotkania (0–17 z reprezentacją Tahiti, 0–18 z reprezentacją Nowej Kaledonia\i, 0–7 z reprezentacją Tonga, a także 0–10 z reprezentacją Papui-Nowej Gwinei).
Ponadto w 1999 roku drużyna wygrała turniej Micronesian Cup, po wygranym 7–0 meczu z reprezentacją Marianów Północnych.
Guam Football Association sponsoruje im piłki i zestawy piłkarskie. 14 marca 2012 roku złożyli wniosek do Międzynarodowej Federacji Piłki Nożnej (FIFA) o członkostwo. Wcześniej zaś do Federacji Piłkarskiej Azji Wschodniej (EAFF) i do Konfederacji Piłkarskiej Oceanii (OFC) o pełne członkostwo.
Obecnie selekcjonerem reprezentacji Mikronezji jest Stan Foster.

## Udział wMistrzostwach Świata
- 1930 – 1986 – Nie brała udziału (była częścią Powierniczych Wysp Pacyfiku)
- 1990 – 2022 – Nie brała udziału (nie była członkiem FIFA)

## Udział wPucharze Narodów Oceanii
- 1973 – 1980 – Nie brała udziału (była częścią Powierniczych Wysp Pacyfiku)
- 1996 – 2004 – Nie brała udziału (nie była członkiem OFC)
- 2008 – 2016 – Nie brała udziału

## Udział wIgrzyskach Południowego Pacyfiku
- 1963 – 1995 – Nie brała udziału
- 2003 – Faza grupowa
- 2007 – 2011 – Nie brała udziału

## Udział wMicronesia Cup
- 1999 – Mistrzostwo
- 2001 – Nie brała udziału

## Nieoficjalne mecze międzynarodowe
|   |                 |            |            |      |                   |                   |
| 1 | 1 czerwca 1999  | Guam       | Guam       | 4–1  | Mikronezja        | mecz towarzyski   |
| 2 | 1 czerwca 1999  | Guam       | Guam       | 3–0  | Mikronezja        | mecz towarzyski   |
| 3 | 12 lipca 1999   | Mikronezja | Mikronezja | 7–0  | Mariany Północne  | Micronesia Games  |
| 4 | 30 czerwca 2003 | Fidżi      | Mikronezja | 0–17 | Tahiti            | Igrzyska Pacyfiku |
| 5 | 1 lipca 2003    | Fidżi      | Mikronezja | 0–18 | Nowa Kaledonia    | Igrzyska Pacyfiku |
| 6 | 5 lipca 2003    | Fidżi      | Mikronezja | 0–7  | Tonga             | Igrzyska Pacyfiku |
| 7 | 7 lipca 2003    | Fidżi      | Mikronezja | 0–10 | Papua-Nowa Gwinea | Igrzyska Pacyfiku |
| 8 |                 |            | Yap        | 2–4  | Mikronezja        | mecz towarzyski   |

Bilans bramkowy: 12 strzelonych i 61 straconych goli